# シュラオ＝シュラオ
『シュラオ＝シュラオ』（ドイツ語: Schlau-schlau）作品6は、ヨハン・シュトラウス3世が作曲したポルカ・シュネルである。

## 解説

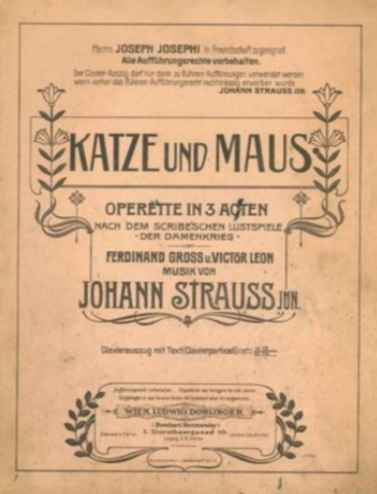
オペレッタ『猫とねずみ』曲譜

1898年12月、エドゥアルト・シュトラウス1世の息子ヨハン・シュトラウス3世は、オーストリア帝国内務省官吏の職を辞して音楽家としてデビューした。デビュー作となったオペレッタ『猫とねずみ』は好評を博し、「ワルツ王」として知られた伯父ヨハン・シュトラウス2世も羨むほどだったという。
このオペレッタ『猫とねずみ』の劇中音楽をベースとして作曲されたのが、この速いポルカ『シュラオ＝シュラオ』である。具体的には第2幕のデュエットに由来する。1899年のウィーンのカーニバル期間中に、軍楽隊の演奏で初演された。ヨハン3世の代表作のひとつで、これまでにCD録音もなされている。